# Baratan (Patrang)
Baratan is een bestuurslaag in het regentschap Jember van de provincie Oost-Java, Indonesië. Baratan telt 9940 inwoners (volkstelling 2010).